# ۹۹ (مجموعه تلویزیونی)
۹۹ یک مجموعه پویانمایی محصول سال ۲۰۱۱–۲۰۱۲ به کارگردانی دیو آزبورن و برپایهٔ مجموعه کتاب‌های مصور به همین نام اثر نایف المطوع است.

## خلاصه داستان
می‌گویند تمام تاریکی‌های جهان را می‌توان با نور تنها یک قلب پاک در هم شکست.
پس تصور کنید که اگر ۹۹ نفر از پاکدلان یکی شوند، چه می‌شود.

دکتر رمزی رازم و ۹۹ متوجه می‌شوند که برای چه باید از قدرت خود استفاده کنند. دوستی و همکاری بین آنها با فرهنگ‌های مختلف یکی از احساسات محرک در قسمت‌های مختلف است.
روگل مرموز می‌خواهد از قدرت سنگ‌های نور قدرتمند برای دستاوردهای خود استفاده کند.

## جوایز
اشلی میدانیک برای صداپیشگی رافع/ مورات نامزد دریافت جایزه هنرمند جوان ۲۰۱۳ برای بهترین بازی در نقش صداپیشگی - تلویزیون - بازیگر زن جوان شد.